# Bioacumulación

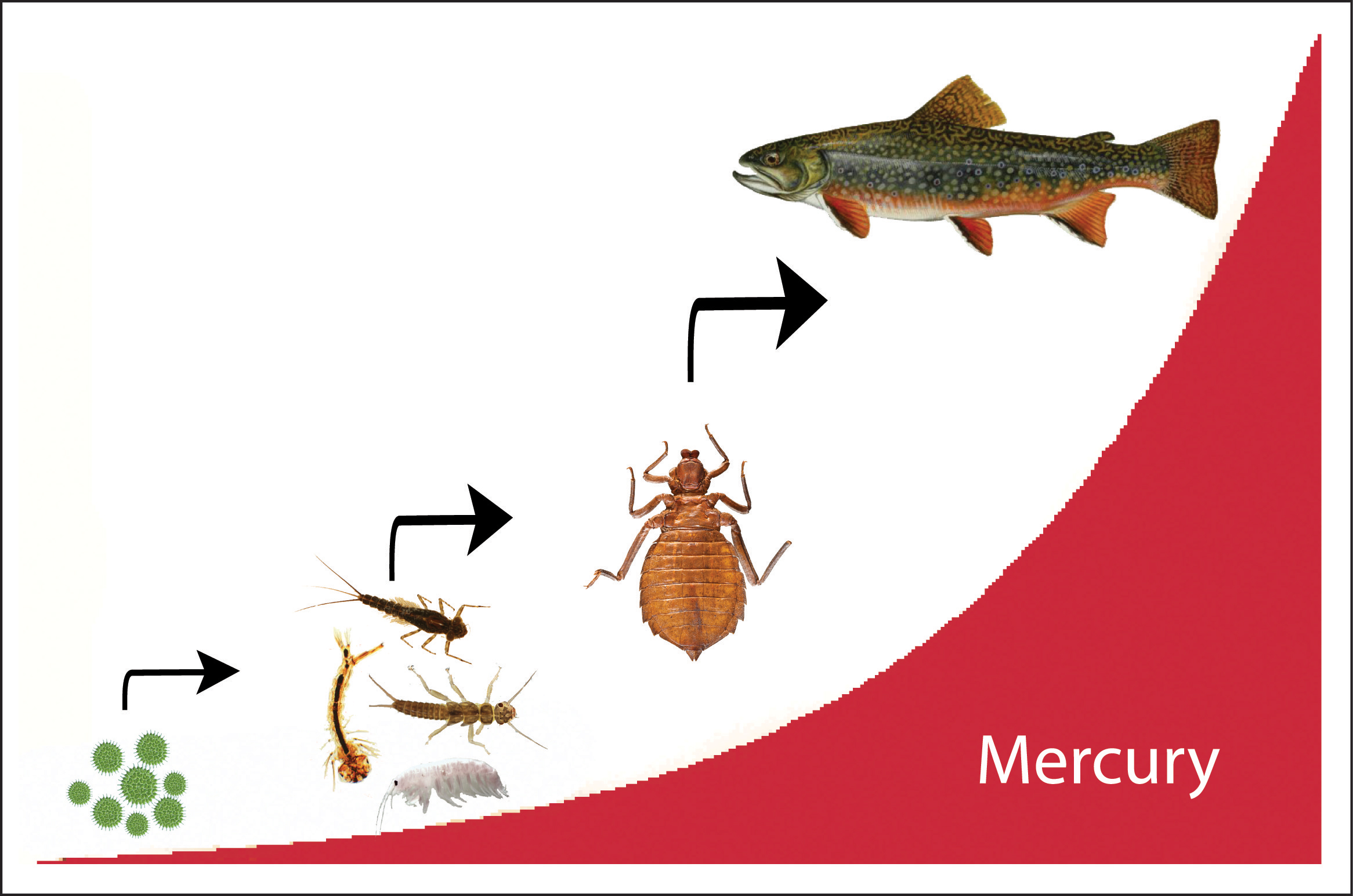
Imagen representativa del proceso de bioacumulación de Mercurio en una pequeña cadena trófica.

En toxicología, la bioacumulación es el proceso de acumulación de sustancias químicas en organismos vivos de forma que estos alcanzan concentraciones más elevadas que las concentraciones en su medio o en los alimentos. Las sustancias propensas a la bioacumulación alcanzan concentraciones crecientes a medida que se avanza en el nivel trófico en la cadena alimenticia. En función de cada sustancia, esta acumulación puede producirse a partir de fuentes abióticas (suelo, aire, agua), o bióticas (otros organismos vivos). Las principales vías de introducción de una sustancia química en un organismo vivo son la respiratoria, la digestiva y la integumentaria.
El término bioacumulación se descubrió entre las décadas de 1950 y 1960 por un grupo de naturalistas estadounidenses que encontraron altas concentraciones de DDT en el organismo de algunas especies de aves. Como consecuencia de este descubrimiento, el DDT fue prohibido para uso indiscriminado en muchos países. Además, en los años 1950 se descubrieron varios casos de intoxicación masiva por compuestos orgánicos de mercurio, como el desastre ecológico de la bahía de Minamata, en Japón, donde se dio a conocer la enfermedad de Minamata.
Entre las sustancias potencialmente bioacumulables podemos citar los insecticidas Aldrina, Captafol, Clordano, Dicofol, DDT, Dieldrina, Dinoseb, Endrin, Fenacetina, HCH, Heptacloro, Lindano, Paratión, Piretroides, Organofosforados, Óxido de Tributilestaño, y Toxafeno, los compuestos retardantes de llama como PBB y PBDE, los bifenilos policlorados (policloruro de bifenilo o PCBs),  los compuestos de mercurio, el trióxido de antimonio y los metales pesados.
La Agencia de Protección Ambiental de los Estados Unidos define al factor de bioconcentración como la relación de concentraciones de productos químicos entre un organismo y el agua de sus alrededores

## Bioacumulacion
Los bioacumuladores son organismos vivos dotados de la capacidad de absorber del ambiente determinadas sustancias y almacenarlas en el interior de sus propios tejidos sin eliminarlas mediante procesos metabólicos.
La utilidad principal de este tipo de organismos es la de bioindicadores: monitoreando los cultivos de bioacumuladores es posible evaluar el grado de contaminación de los ecosistemas, analizando factores como la presencia de metales pesados (plomo, vanadio, cadmio, cromo, zinc, níquel, manganeso), hidrocarburos, otras sustancias tóxicas y elementos radioactivos como el cesio 137.
Diversos tipos de plantas pueden ser utilizados como bioindicadores. Los más comúnmente utilizados son los líquenes y los musgos, pero existen también diversos tipos de coleópteros terrestres y microorganismos acuáticos que se utilizan para este fin, como es el caso del programa Mussel Watch.
Las consecuencias sobre los animales incluyen cambios hormonales y de comportamiento: Por ejemplo la atrazina, un herbicida usado ampliamente en Estados Unidos, feminiza a las ranas y ha causado un gran declive en la población de estas.

## Biomagnificación
La biomagnificación es un fenómeno en el que la bioacumulación se transmite a través de la red trófica. Cuando un organismo es depredado, los contaminantes permanecen en el organismo depredador. De esta forma, la concentración de contaminantes aumenta al ascender en la cadena trófica.
Pero, ¿cómo afecta esto al humano realmente? Primero se analizará las consecuencias de estos contaminantes en animales y después cómo se relaciona al humano.
La introducción de contaminantes proviene en su mayoría de las industrias mineras y de refinerías de petróleo. Las descargas de estas industrias a los sistemas hídricos alteran el ecosistema ya que los organismos acuáticos comienzan a bioacumular metales pesados y mercurio, entre otros contaminantes. Esto se debe a que estos contaminantes son hidrofóbicos y por lo tanto, se acumulan en tejidos grasos de los animales
Cuando este organismo que ha acumulado contaminantes es depredado, su predador ingiere los contaminantes que había en su presa y por lo tanto se concentra aún más en él. Es así como a medida que se sube en la red trófica, los predadores en el último nivel son los que presentan mayores concentraciones de metales pesados y/o mercurio.
Estos contaminantes también se denominan contaminantes orgánicos persistentes (Persistent Organic Pollutant en inglés) porque como su nombre indica, son persistentes, es decir, su degradación no es fácil, y sus recorridos en el sistema hídrico son extensos, tanto así que en muchos casos pueden llegan a costas desde lugares lejanos al mar.
Ahora, la relación con el humano comienza a aparecer y ser lógica.
En la dieta humana es saludable ingerir alimentos que contengan hierro, zinc, magnesio y otros metales esenciales. Pero ingerir alimentos que contengan una concentración de estos metales muy altas dejan de ser beneficiosos para la salud y comienzan a tener efectos disruptivos.
Ya que estos contaminantes son capaces de transportarse hasta el mar, la presencia de mercurio en peces marinos es alarmante. Estos peces luego son los que se consumen en restaurantes de comida de mar. Como el humano es el último predador de la red trófica, la concentración de mercurio es alarmante. Concentraciones elevadas de mercurio en humanos tiene como uno de sus efectos alterar la capacidad mental (para más información revisar envenenamiento por mercurio). En siguiente enlace se encuentra una lista de peces que tienen concentraciones de mercurio altas y cuáles peces son recomendados para su consumo: Lista de peces recomendados para consumir.
Por lo tanto, es importante que estos contaminantes sean tratados por plantas de tratamiento de aguas residuales para que se limite la introducción de estos. También es importante profundizar el estudio de como se deben remover los contaminantes que ya están inmersos, y primordialmente, adaptar las industrias responsables para que en sus procesos se replantee el uso de ciertos químicos que perjudican los ecosistemas.